# Christopher Robanske
Christopher Robanske (Calgary, 30 december 1989) is een Canadese snowboarder. Hij vertegenwoordigde zijn vaderland op de Olympische Winterspelen 2014 in Sotsji en op de Olympische Winterspelen 2018 in Pyeongchang.

## Carrière
Bij zijn wereldbekerdebuut, in februari 2009 in Cypress Mountain, scoorde Robanske direct zijn eerste wereldbekerpunten. In december 2011 stond hij in Telluride voor de eerste maal in zijn carrière op het podium van een wereldbekerwedstrijd. Op de FIS wereldkampioenschappen snowboarden 2013 in Stoneham eindigde de Canadees als twaalfde op de snowboardcross. Op 2 februari 2013 boekte hij in Blue Mountain zijn eerste wereldbekerzege. Tijdens de Olympische Winterspelen van 2014 eindigde Robanske als zeventiende op het onderdeel snowboardcross.
In Kreischberg nam de Canadees deel aan de FIS wereldkampioenschappen snowboarden 2015. Op dit toernooi eindigde hij als 27e op de snowboardcross. Op de FIS wereldkampioenschappen snowboarden 2017 in de Spaanse Sierra Nevada eindigde hij als 42e op het onderdeel snowboardcross, samen met Kevin Hill veroverde hij de bronzen medaille in de snowboardcross voor teams. Tijdens de Olympische Winterspelen van 2018 in Pyeongchang eindigde Robanske als elfde op de snowboardcross.

## Resultaten

### Olympische Winterspelen
| Jaar | Plaats      | Resultaten         |
| ---- | ----------- | ------------------ |
| 2014 | Sotsji      | 17e Snowboardcross |
| 2018 | Pyeongchang | 11e Snowboardcross |

### Wereldkampioenschappen
| Jaar | Plaats        | Resultaten                               |
| ---- | ------------- | ---------------------------------------- |
| 2013 | Stoneham      | 12e Snowboardcross                       |
| 2015 | Kreischberg   | 27e Snowboardcross                       |
| 2017 | Sierra Nevada | 42e Snowboardcross · Snowboardcross team |

### Wereldbeker
Eindklasseringen
| Seizoen   | Algm | SBX   |
| --------- | ---- | ----- |
| 2008/2009 | 291e | 74e   |
| 2009/2010 | 205e | 47e   |
| 2010/2011 | 82e  | 43e   |
| 2011/2012 | –    | 19e   |
| 2012/2013 | –    | 6e    |
| 2013/2014 | –    | Brons |
| 2014/2015 | –    | 5e    |

Wereldbekerzeges
| Datum           | Plaats        | Onderdeel      |
| --------------- | ------------- | -------------- |
| 2 februari 2013 | Blue Mountain | Snowboardcross |
| 21 maart 2015   | La Molina     | Snowboardcross |